# 斯蒂芬·科拜尔
斯蒂芬·蒂龙·科拜尔（英語：Stephen Tyrone Colbert，/koʊlˈbɛər/，原为/ˈkoʊlbərt/（科尔伯特），1964年5月13日—）中国大陆常译为扣扣熊，是一位美国的电视节目主持人和喜剧演员，艾美奖获得者。因其讽刺式的喜剧表演风格在美国广为人知，主持喜剧中心频道讽刺新闻节目科拜尔报告，科拜尔在节目中扮演保守派政治评论家。2015年9月8日，科拜尔接替大卫·莱特曼接手哥伦比亚广播公司旗下深夜节目時段《史蒂芬·柯貝爾晚間秀》。
科拜尔原本准备读书成为戏剧演员，但他在西北大学读书时对即兴戏剧产生了兴趣，并在学校认识了第二城喜剧团的主管德尔·克洛斯。科拜尔第一次作为史蒂夫·卡瑞尔的替身在第二城演出，他的剧团伙伴包括保罗·迪内罗和艾米·塞达里斯，这些喜剧演员与他一起开发了小品喜剧系列《出口57》（Exit 57）。在拍摄邪典电视连续剧《带着糖果的陌生人》（Strangers with Candy）之前，科拜尔在昙花一现的达娜·卡维秀中创作并出演。他因在后者中饰演出柜的同性恋历史教师查克·诺布莱特而获得关注。
科拜尔在喜剧中心的新闻模仿系列剧《每日秀》中担任记者，获得了广泛的认可。2005年，他离开《每日秀》，主持《科拜尔报告》。秉承《每日秀》的新闻模仿概念，《科拜尔报告》是对《奥莱利因素》为主的由主持人个性和个人观点驱动的政治评论节目的讽刺，他在节目中扮演了一个可笑的的“保守派政治专家”。该系列节目成为喜剧中心收视率最高的系列节目之一，为科拜尔赢得了2006年在白宫记者协会晚宴上作为特邀艺人表演的邀请。结束《科尔伯特报告》后，他于2015年受聘接替退休的大卫·莱特曼成为CBS晚间秀的主持人。2017年9月，他主持了第69届艾美奖颁奖典礼。
科拜尔曾获得9次艾美奖、2次格莱美奖和2次皮博迪奖。科拜尔在2006年和2012年被评为《时代周刊》100位最具影响力的人物之一。科拜尔的书《我是美国（你也可以！）》在2007年被列为《纽约时报》畅销书排行榜第一名。

## 簡介
科拜尔从西北大学毕业之后就从事表演工作。1997年，他加入了美国喜劇中心电视台的时政节目《乔恩·斯图尔特每日秀》（The Daily Show with Jon Stewart）。在节目中，他扮演了一个虚构的记者角色，他自己称之为“意图明确却知之甚少的高级白痴”。
2005年，他开始主持同一所电视台的另一个节目——《科拜尔报告》。该节目是从《乔恩·斯图尔特每日秀》衍生出来的。在节目中，科拜尔通过戏仿右翼人士——尤其是美国福克斯电视台的一些时政节目主持人——的方式达到讽刺的目的。
2006年4月29日，科拜尔受邀在白宫新闻记者协会晚餐会上进行表演。科拜尔用他一贯的风格当面挖苦了美国总统乔治·W·布什，这段长达24分钟的表演让他在互联网上轰动起来，2006年和2012年科拜尔被时代杂志评为100个最有影响力的人之一。

## 早期生涯
斯蒂芬·科拜尔出生于华盛顿特区，他是天主教家庭里11个孩子中最小的一个。他早年在马里兰州贝塞斯达度过，在南卡罗来纳州詹姆斯岛的查尔斯顿郊区长大。科拜尔和他的兄弟姐妹，按年龄递减顺序分别是詹姆斯三世、爱德华、玛丽、威廉、马戈、托马斯、杰伊、伊丽莎白、保罗、彼得和斯蒂芬。他的父亲小詹姆斯·威廉·科尔伯特是免疫学家，曾在耶鲁大学、圣路易斯大学担任医学院院长，最后在南卡罗来纳医科大学担任院长，从1969年开始，他担任该校第一任学术事务副校长。 斯蒂芬的母亲洛娜·伊丽莎白·科尔伯特（née Tuck）是一位家庭主妇。
在采访中，科拜尔曾描述他的父母是虔诚的人，他们也非常重视主知主义，并教导他们的孩子可以质疑教会，但仍然是天主教徒。在一次采访中，洛娜曾描述科拜尔是一个漫不经心的人。作为一个孩子，他观察到南方人经常被描述为不如其他电视剧本中的角色聪明；为了避免这种刻板印象，他自学模仿美国新闻主播的讲话方式。
虽然科拜尔有时滑稽地声称他的姓氏源自法国，他是15到16分之一的爱尔兰人；他的一位父辈曾曾祖母是德国和英国后裔。他的许多祖先在19世纪大饥荒之前和期间从爱尔兰移民到北美。最初，他的姓氏在英语中发音为科尔伯特（/ˈkoʊlbərt/ KOHL-bərt）；科拜尔的父亲詹姆斯想把名字念成科拜尔（/koʊlˈbɛər/ kohl-AIR），但出于对自己父亲的尊重，维持了科尔伯特的发音。他为他的孩子们提供了选择，他们可以遵循自己喜欢的发音。斯蒂芬·科拜尔在青少年时代后期才选择使用科拜尔：在转学到西北大学时他利用在一个新的地方，没人知道自己的机会下重塑自己的形象。斯蒂芬的哥哥爱德华，知识产权律师，则保留了科尔伯特；在2009年2月12日，在科拜尔报告出场时，当斯蒂芬问他，"科尔伯特或科拜尔？"时爱德华回答说："科尔伯特"，斯蒂芬则开玩笑地回答说："那我们地狱里见"。
1974年9月11日，当科拜尔10岁时，他的父亲和年龄最近的两个兄弟彼得和保罗在东方航空公司212号航班试图降落在北卡罗来纳州夏洛特空难中逝世，他们当时正在去康涅狄格州新米尔福德坎特伯雷学校给两个男孩报名的途中。科拜尔曾讨论过对他的影响以及他的悲伤和痛苦哲学。事件后洛娜将全家从詹姆斯岛搬到了查尔斯顿市中心，并将佣人房作为民宿来经营。科拜尔发现很难适应新生活，在新的社区里不容易交到朋友。科拜尔后来形容自己在这段时间里对事物是疏离的，对于其他孩子关心的事情缺乏重视感。
他对科幻小说和奇幻小说情有独钟，尤其是J.R.R.托尔金的作品，他至今仍是其狂热粉丝。在青少年时期，他还对奇幻角色扮演游戏产生了浓厚的兴趣，尤其是《龙与地下城》，这种消遣活动后来被他定性为早期的表演和即兴表演经验。
科拜尔就读于查尔斯顿的主教波特·高德学校，在那里他参加了几个学校的戏剧表演，并为学校的报纸做出了贡献，但在学业上并没有很高的积极性。 在青春期时，他曾短暂地担任滚石乐队翻唱乐队A Shot in the Dark的主唱。他年轻时曾想学习海洋生物学，但修复严重穿孔的鼓膜的手术使他的内耳严重受损，足以排除任何需要潜水的职业，并使他的右耳失聪。
有一段时间，科拜尔不确定自己是否会上大学，但他最终申请并被弗吉尼亚州的汉普顿·悉尼学院录取，他的朋友也在该校就读。1982年到校后，他主修哲学，并继续参加戏剧演出Quote:"He studied philosophy in college."，他觉得大学课程安排很严谨，但他比高中时更专注，能把自己的精力用到学习上。尽管汉普顿·悉尼缺乏重要的戏剧团体，但科拜尔对表演的兴趣在这段时间内不断升级。两年后，他于1984年转学到西北大学戏剧专业学习表演，他意识到自己喜欢表演，即使没有人来看演出，他也坚定了自己的信心。1986年，科拜尔于西北大学传媒学院毕业。

## 主要作品
- 《每日秀》（1997年-2004年）The Daily Show
- 《冒险兄弟》（2003年） The Venture Bros
- 《科拜尔报告》（2005年-2014年）The Colbert Report
- 《巨大的惊喜》(2005年) The Great New Wonderful
- 《无人知晓》（2005年）Nobody Knows Anything
- 《家有仙妻》（2005年）Bewitched
- 《有糖果的陌生人》（2006年）Strangers With Candy
- 《巴菲特报告》（2008年）I.O.U.S.A
- 《爱情大师》（2008年）The Love Guru
- 《怪兽大战外星人》（2009年）Monsters Vs Aliens
- 《斯蒂芬·科拜尔晚间秀》（2015年）The Late Show with Stephen Colbert

## Colbert跑步机
2009年，美国宇航局为国际空间站设计了一个新的跑步机，它被发现号航天飞机在2009年8月STS-128任务期间带到国际空间站，登上国际空间站航天员们每天会用这台复杂的机器锻炼约8小时，以保持他们在长期零重力环境下的肌肉质量和骨密度。美国宇航局的工程师在其超过两年的建造时间中将其简单地称为T-2。在2009年4月14日，美国宇航局将其改名为联操负载外阻跑步机（Combined Operational Load-Bearing External Resistance Treadmill），缩写即为COLBERT。科拜尔在国际空间站舱“宁静”节点公开寻求命名时对其很感兴趣。
科拜尔敦促他的追随者在投票网站发表了名为“科拜尔”的选项，该项投票普查完成后“科拜尔”收到共计230,539票，超过第二位“宁静”约40000票。科拜尔预计将持续地“生活”在国际空间站，并将会旅行约38000英里，虽然国际空间站将在2020年退休，但其有150000英里寿命，如果需要，可以继续运行到2028年或更长的时间。宇航员苏尼·威廉姆斯来到科拜尔报告宣布美国宇航局将他的名字给跑步机命名时，科拜尔意识到他成为了一项极其罕见的荣誉获得者：科拜尔是美国宇航局唯一以一个活人的名字命名的太空装备。